# 明るいビル

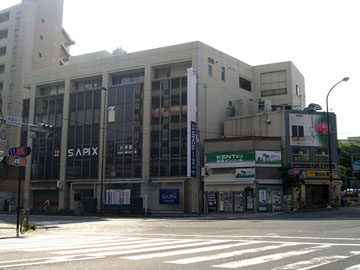
三田和順ビル

明るいビル（あかるいビル）とは、現・三田和順ビル（三田和順会館）の旧名、及び通称で、東京都港区三田四丁目（魚籃坂下交差点付近）にある4F建てのテナントビルである建築物。1981年竣工。
1998年8月10日に店舗統合のため廃止された旧・あさひ銀行（現・りそな銀行）魚籃坂支店の建物を改装し、ほぼ日刊イトイ新聞を主宰する「東京糸井重里事務所」が入居。これを機に、糸井重里がビル名を「明るいビル」と正式に命名。地図にもこのビル名で掲載されるようになった。
しかし、2005年11月で東京糸井重里事務所は退去。その後2006年末までは、プロ野球選手の清原和博などへのトレーニング指導を行ったケビン山崎が主宰するジム「トータルワークアウト」1号店が入居していた。
耐震補強が必要なことから、トータルワークアウトの退去後は空きビルとなっていたが、2011年1月末をもって現行の基準法に適合した耐震補強を完了し、社団法人東京都建築士事務所協会による「判定書」及び「評定書」を取得。2011年2月より進学塾の「SAPIX小学部」が白金高輪校として1 - 3Fに入居し、追って2014年より「SAPIX個別指導 プリバード」が4Fまで使用したため、事実上一棟ビルごと利用することとなった。 